# Шабба-Ду
Адольфо Гутьеррес Киньонес (англ. Adolfo Gutierrez Quiñones), более известный как Шабба-Ду (англ. Shabba-Doo) (11 мая 1955 года, Чикаго, Иллинойс, США — 29 декабря 2020 года, Лос-Анджелес, Калифорния, США) — американский танцор, хореограф и актёр. Наиболее известен ролью Орландо «Озона» в фильмах «Брейк-данс» (1984) и «Брейк-данс 2: Электрическое Бугало» (1984).

## Биография
Адольфо Киньонес родился и вырос в Чикаго, в северной части города, в неблагополучном районе Кабрини-Грин. Его отец, также Адольфо, был родом из Пуэрто-Рико, работал рабочим и продавцом. Его мать Рут Макдэниел была бухгалтером. Её семья переехала в Чикаго из Миссисипи во время Великой миграции. Отец ушёл из семьи, когда Адольфо был ещё совсем маленьким. Адольфо с детства находил утешение в танцах. Любил смотреть мюзиклы по телевизору, был заворожен работой ног Фреда Астера, Кэба Кэллоуэя и братьев Николас. Танцевал на домашних вечеринках.
В 1970-х годах его семья переехала в Лос-Анджелесскую агломерацию. Киньонес примкнул к уличной танцевальной команде The Lockers. Команда была основана Доном Кэмпбеллом, который в свою очередь являлся основателем локинга. Адольфо Киньонес взял себе творческий псевдоним Шабба-Ду. Вместе с The Lockers регулярно выступал в программе Soul Train. C ними же участвовал в программах Saturday Night Live и The Tonight Show. Оригинальный состав The Lockers распался в 1977 году. В 1979 году появился на Бродвее вместе с Бетт Мидлер в постановке «Бетт! Божественное безумие». В 1980 году появился в фильме-мюзикле «Ксанаду».
Уличные танцы были городской формой искусства и в начале 1980-х годов всё ещё оставались малоизвестными для широкого круга. Фильм «Дикий стиль», который вышел в 1982 году, подогрел интерес к новой хип-хоп-культуре. Неожиданным хитом стал фильм «Брейк-данс» с Шабба-Ду в главной роли, вышедший в 1984 году. Фильм, созданный менее чем за 2 миллиона долларов, собрал в прокате в США более 35 миллионов за 16 недель. Компания Cannon Films тут же взялась за создание продолжения, которое вышло в этом же году.
Шабба-Ду ставил хореографию и танцевал в клипе Лайонела Ричи «All Night Long». Появился в клипе Чаки Хан на песню «I Feel for You». Был хореографом и ведущим танцором во время мирового турне Мадонны «Who’s That Girl?» в 1987 году. Консультировал Майкла Джексона для его видео «Bad». Издание Us Weekly назвало Шабба-Ду «Бобом Фоссом улиц». В это время появлялся в сериалах, например в «Полиции Майами» или в «Женатых… с детьми».
Когда в 1990 году Cannon Films снимали новый танцевальный фильм «Ламбада», они снова позвали на одну из главных ролей Шабба-Ду. Затем учился в киношколе и в 1993 году снял мюзикл «Rave, Dancing to a Different Beat», а позже документальный фильм об уличных танцах «The Kings of Crenshaw» (2017). Недолго жил в Токио, где руководил танцевальной студией. В 2006 году появился на сцене «Оскара» вместе с группой Three 6 Mafia, когда те исполняли «It’s Hard out Here for a Pimp». В течение последнего десятилетия Адольфо Киньонес работал частным преподавателем танцев в Лос-Анджелесе. В 2019 году закончил писать книгу мемуаров «The King of Crenshaw».
Приветствовал признание брейк-данса олимпийской дисциплиной. При этом отмечал, что нельзя забывать, что брейк-данс это ещё и спонтанность и индивидуальность, а не просто гимнастика.
Умер неожиданно 29 декабря 2020 года в своём доме в Лос-Анджелесе в возрасте 65 лет. В этот день он опубликовал пост в Instagram, где сообщил, что у него была простуда, но теперь он чувствует себя лучше. Также сообщил, что тест на коронавирус у него отрицательный.

## Личная жизнь
Киньонес был дважды женат и имел двоих детей. Его первый брак был с танцовщицей с Soul Train Гвендолин Пауэлл, который продлился с 1976 по 1982 год. От этого брака у него остался сын Вашон. После развода с Пауэлл Киньонес в 1982 году женился на актрисе Леле Рошон. Этот брак просуществовал до 1987 года. Детей в этом браке не было. У Адольфо есть ещё дочь Кассини.

## Фильмография
| Год  |    | Русское название                   | Оригинальное название             | Роль           |
| ---- | -- | ---------------------------------- | --------------------------------- | -------------- |
| 1976 | с  | Что творится!!                     | What’s Happening!!                | танцор         |
| 1978 | ф  | Диско лихорадка                    | Disco Fever                       | танцор         |
| 1980 | ф  | Ксанаду                            | Xanadu                            | танцор         |
| 1984 | ф  | Брейк-данс                         | Breakin’                          | Орландо «Озон» |
| 1984 | ф  | Брейк-данс 2: Электрическое Бугало | Breakin’ 2: Electric Boogaloo     | Орландо «Озон» |
| 1985 | с  | Полиция Майами                     | Miami Vice                        | Пепе           |
| 1985 | с  | Корпорация детей                   | Kids Incorporated                 | Джини          |
| 1989 | ф  | Танго и Кэш                        | Tango & Cash                      | танцор         |
| 1989 | с  | Супершоу супербратьев Марио        | The Super Mario Bros. Super Show! | играет себя    |
| 1990 | с  | Женаты… с детьми                   | Married… with Children            | Сесил          |
| 1990 | ф  | Ламбада                            | Lambada                           | Рамон          |
| 1990 | ф  | Танцующая смерть                   | Deadly Dancer                     | Тони Пентер    |
| 1991 | тф | Сиделка                            | The Sitter                        | Ник            |
| 1993 | ф  |                                    | Rave, Dancing to a Different Beat |                |
| 1995 | ф  | Стальная граница                   | Steel Frontier                    | Дикон          |
| 2016 | тф |                                    | Option Zero                       | Лайонел        |